# 상처 (2006년 드라마)
《상처》는 2006년 12월 16일에 MBC에서 방영한 베스트극장이다.

## 등장 인물

### 주요 인물
- 옥지영 : 나연(27세) 역 (아역 이슬)

전화상담원. 사람들의 상처를 위로하고 치유하며 용기를 주지만, 정작 본인은 유년시절 겪은 아픈 기억으로 마음의 상처에서 자유롭지 못하다. 자신의 상처를 위로해 줄 누구나를 찾고있지만 사랑을 받아들이지 못한다.
- 한여운 : 나미(24세) 역 (나미 임소은)

삼류모델. 배우 지망생. 나연의 동생. 상처의 파편들을 잊기 위해 사랑에 집착하고, 언니 나연과 다르게 쉽게 사랑에 빠지지만 사랑이 떠날까봐 불안해한다. 지나치게 솔직하고 거침없는 성격이 장점이자 단점이다.
- 김영재 : (28세) 역

나연의 상담 의뢰인. 나연에게 상담을 받고 첫사랑의 상처를 치유하고, 그 고마움으로 나연을 찾아간다. 상처 있는 나연을 보듬어주면서 연민을 느끼지만, 결국 과거의 사랑을 잊지 못해 나연의 곁을 떠난다.
- 허정민 : 철구(25세) 역

퀵서비스맨. 말없이 떠난 애인을 기다리는 순정적이고 우직한 면이 있다. 동거하고 있는 나미의 상처를 감싸주고 이해하려고 노력하지만 사랑에 이르지 못한다.

### 그 외 인물
- 염재욱 : 종혁 역
- 서누리 : 연희 역
- 박은혜 : 상담역 역
- 강빛나 : 상담역 역
- 박선희 : 수퍼주인 역
- 사공석 : 웨딩숍 남자 역
- 이병규 : 퀵서비스 직원 역
- 오창석 : 새아버지 역

### 우정출연
- 이민정